# Police Simulator: Patrol Officers
Police Simulator: Patrol Officers — компьютерная игра в жанре симулятора, разработанная немецкой компанией Aesir Interactive и изданная Astragon Entertainment GmbH. Релиз игры состоялся в 2022 году на Windows, PlayStation 4, PlayStation 5, Xbox One и Xbox Series X/S.

## Игровой процесс

Патрульный проводит задержание

Действие игры происходит в вымышленном американском городе Брайтон, основанном на Бостоне. Главный герой — патрульный офицер. Целью игрока является патрулирование города.
При выполнении заданий игрок получает «очки смены», которые под конец игрового дня конвертируются в «очки опыта». На сохранение очков опыта влияют «очки поведения», которые теряются, если офицер во время службы нарушает закон. Также у игрока в инвентаре имеются различные инструменты и оружие, например: наручники, радар, фонарик, фотоаппарат, электрошокер, пистолет. В распоряжении игрока также имеется несколько патрульных машин. Во время патрулирования игрок может наткнуться на различные случайные события, например, на аварию.

## Разработка и выпуск
Police Simulator: Patrol Officers была анонсирована 10 февраля 2021 года. 17 июня того же года игра вышла в раннем доступе в Steam. 2 августа 2022 студия-разработчик и издатель заявили, что в скором времени игра выйдет из раннего доступа и что она будет портирована на консоли. В сентябре разработчики сообщили о том что релиз игры на консоли и выход из раннего доступа состоится в ноябре. 10 ноября 2022 состоялся полноценный релиз игры на Windows, PlayStation 5, PlayStation 4, Xbox Series X и Xbox One.

## Отзывы критиков
| Сводный рейтинг    | Сводный рейтинг          |
| Агрегатор          | Оценка                   |
| ------------------ | ------------------------ |
| Metacritic         | PS5: 58/100 XBSX: 48/100 |
| OpenCritic         | 60/100                   |
| Иноязычные издания |                          |
| Издание            | Оценка                   |
| GameStar           | PC: 74/100               |
| XboxAddict         | XSXS: 50 %               |

Police Simulator: Patrol Officers получила «смешанные отзывы» на PlayStation 5 и «в основном отрицательные» на Xbox Series X, согласно агрегатору рецензий Metacritic. Другой агрегатор рецензий под названием OpenCritic дал игре оценку «Weak» (с англ. слабо).
Кристиан Шварц из GameStar в обзоре на игру указал, что Police Simulator: Patrol Officers «уже имеет большой потенциал», но раскритиковал её за качество анимаций и искусственный интеллект. Тем не менее, он рекомендует игру к ознакомлению «всем, кому нравятся подобные симуляторы».